# Emydidae
Emydidae é uma das famílias das tartarugas. A espécie mais conhecida no Brasil é a tartaruga-tigre-de-água. Em Portugal, o emidídeo mais comum é o cágado-mediterrânico.
Nesta família estão as tartarugas que vivem quase exclusivamente na água. A grande diferença que é possível notar desta família para com as demais é que suas patas são modificadas para facilitar a natação (designadamente membranas interdigitais) e captura de alimento.

## Classificação
Família Emydidae
- Sub-família Emydinae
  - Gênero Emys
  - Gênero Emydoidea
  - Gênero Actinemys
  - Gênero Clemmys
  - Gênero Glyptemys
  - Gênero Terrapene
- Sub-família Deirochelyinae
  - Gênero Deirochelys
  - Gênero Chrysemys
  - Gênero Graptemys
  - Gênero Malaclemys
  - Gênero Pseudemys
  - Gênero Trachemys